# Herman Cain
Herman Cain (Memphis, 13 de dezembro de 1945 – 30 de julho de 2020) foi um empresário, colunista e locutor de rádio da Georgia. Foi pré-candidato na eleição presidencial dos Estados Unidos de 2012. Foi presidente e CEO da Godfather's Pizza, além de presidente (1995-1996) e vice-presidente (1992-1994) do Conselho de Administração da Reserva Federal do Kansas.
 Antes de sua carreira de negócios, ele trabalhou como matemático em balística como funcionário civil da Marinha dos Estados Unidos. 
Vivia nos subúrbios de Atlanta, onde ele também serviu como um ministro adjunto da Igreja Batista do Norte.
Herman Cain chegou a liderar pesquisas entre os candidatos a presidente pelo Partido Republicano. Durante o processo de escolha do candidato republicano, uma pesquisa mostrou Cain com 25,5% dos votos, seguido por Mitt Romney com 23%, e o governador do Texas Rick Perry que marcou 11% dos votos.
Desistiu de concorrer à presidência em 3 de dezembro de 2011.

## Candidatura pelo partido Republicano à Presidência dos Estados Unidos
Em janeiro de 2011, Cain anunciou que tinha formado um comitê eleitoral para uma campanha de potencial para a eleição presidencial republicana em 2012 e em 21 de maio Cain anunciou oficialmente sua candidatura. Cain não tem experiência política anterior e ficou bem para trás do ex-governador de Massachusetts Mitt Romney. Apesar disso nas prévias em meados de outubro sua candidatura estava ganhando força.

Sua candidatura incluiu entre suas propostas uma defesa nacional forte, a oposição ao aborto, a extinção do imposto de renda pela sua substituição por um imposto sobre vendas e o retorno ao padrão-ouro.

## Morte
Em 30 de julho de 2020, foi divulgado que Cain morreu de COVID-19, aos 74 anos, após ficar internado em um hospital da região de Atlanta desde o início do mês.